# Albert Bertelsen
Albert Bertelsen (* 17. November 1921 in Vejle; † 10. Dezember 2019 ebenda) war ein dänischer Maler.
Bertelsen arbeitete 25 Jahren bei Vejle Skiltefabrik. Schrittweise fing er an zu malen. Seine Frau ermutigte ihn, als selbständiger Künstler zu arbeiten. Bertelsens Gemälde sind oft in grünen Farbtönen gehalten und zeigen abstrakte Landschaften und Menschen in naiver Manier. Die Färöer und Norwegen sind einige seiner Lieblingsmotive. Dargestellte Personen verweisen häufig auf die Kindheit des Künstlers. Seine Kunst zeigt sich vom dänischen CoBrA-Maler Henry Heerup inspiriert.
Albert Bertelsen hat viele Bücher illustriert, unter anderem Märchen von H. C. Andersen.